# لن جولیانز
لن جولیانز (انگلیسی: Len Julians; ۱۹ ژوئن ۱۹۳۳ – ۱۷ دسامبر ۱۹۹۳) بازیکن فوتبال اهل بریتانیا بود.
از باشگاه‌هایی که در آن بازی کرده‌است می‌توان به باشگاه فوتبال آرسنال، باشگاه فوتبال ناتینگهام فارست، باشگاه فوتبال لیتون اورینت، و باشگاه فوتبال میلوال اشاره کرد.